# Абакавір
Абакавір (англ. ABC) — синтетичний противірусний препарат з групи нуклеозидних інгібіторів зворотньої транскриптази для прийому всередину. Абакавір синтезований та досліджувався у лабораторії Міннесотського університету американськими вченими Робертом Вінсом та Сузанною Далюге і китайським дослідником Мей Хуа у 1980-х роках.

## Фармакологічні властивості
Абакавір — синтетичний противірусний препарат з групи нуклеозидних інгібіторів зворотньої транскриптази. Механізм дії препарату полягає в утворенні активного метаболіту — карбовіру трифосфату, що інгібує фермент ВІЛ зворотню транскриптазу та викликає розрив ланцюга РНК з припиненням реплікації вірусу. Абакавір активний до ВІЛ І та II типу. Препарат має також незначну активність проти вірусу гепатиту B, але ефективність його застосування у клініці проти вірусу гепатиту не вивчена.

### Фармакокінетика
Абакавір при прийомі всередину швидко всмоктується, максимальна концентрація в крові досягається протягом 1—1,5 год. Біодоступність препарату складає в середньому 83 %. В клітинах абакавір фосфорилюється до активного метаболіту — абакавіру трифосфату, що має подовжений час напіввиведення (12—21 год) з клітин. Препарат проникає через гематоенцефалічний бар'єр. Абакавір проникає через плацентарний бар'єр та виділяється в грудне молоко. Препарат метаболізується в печінці з утворенням неактивних метаболітів. Абакавір виводиться з організму переважно нирками у вигляді метаболітів, частково виводиться з калом. Період напіввиведення абакавіру складає 1,5 години, швидкість виведення з організму зростає у пацієнтів із надлишковою масою тіла.

## Показання до застосування
Абакавір застосовується в складі комбінованої терапії для лікування ВІЛ-інфекції у дорослих та дітей. Монотерапія препаратом не застосовується у зв'язку зі швидким розвитком резистентності ВІЛ до препарату.

## Побічна дія
При застосуванні абакавіру можливі наступні побічні ефекти:
- Алергічні реакції — часто (1—10 %) висипання на шкірі; у 4 % випадків згідно з даними клінічних обстежень алергічні реакції проходять із появою гарячки та грипоподібним синдромом, із загальною слабістю, кашлем, шлунково-кишковими розладами; дуже рідко спостерігаються нежить, кон'юнктивіт, анафілактичний шок, синдром Стівенса-Джонсона, синдром Лаєлла.
- З боку травної системи — часто (1—10 %) нудота, блювання, діарея; рідко зниження апетиту, біль в животі; дуже рідко (менше 0,01 %) панкреатит, стоматит, гепатит, печінкова недостатність.
- З боку нервової системи — часто (1—10 %) головний біль, летаргія, порушення сну; як прояви системних алергічних реакцій можуть спостерігатися парестезії, периферичні нейропатії.
- З боку опорно-рухового апарату — як прояви системних алергічних реакцій можуть спостерігатися артралгії, міалгії; під час проведення комбінованої терапії спостерігаються випадки рабдоміоліз, остеонекроз.
- Інші побічні ефекти — як прояви системної алергічної реакції можуть спостерігатися кашель, задишка, респіраторний дистресс-синдром у дорослих, лімфаденопатія, артеріальна гіпотензія, ниркова недостатність; під час проведення комбінованої терапії спостерігаються випадки ліподистрофії та лактатацидозу (рідше, ніж при застосуванні інших антиретровірусних препаратів).
- Зміни в лабораторних аналізах — як прояви системної алергічної реакції можуть спостерігатися лімфопенія, підвищення рівня активності амінотрансфераз в крові, підвищення рівня креатинфосфокінази у крові, підвищення рівня креатиніну і сечовини в крові.

Під час застосування абакавіру зростає ризик розвитку інфаркту міокарда у порівнянні з іншими антиретровірусними препаратами.
Під час проведення комбінованої антиретровірусної терапії у хворих зростає імовірність лактатацидозу та гепатонекрозу. При проведенні ВААРТ у хворих зростає імовірність розвитку серцево-судинних ускладнень, гіперглікемії та гіперлактемії. Під час проведення ВААРТ зростає імовірність синдрому відновлення імунної системи із загостренням латентних інфекцій.

## Протипоказання
Абакавір протипоказаний при підвищеній чутливості до препарату, помірній та тяжкій печінковій недостатності, дітям віком до 3 місяців, при годуванні грудьми.

## Форми випуску
Абакавір випускається у вигляді таблеток по 0,3 г та суспензії для прийому всередину по 240 мл. Абакавір входить до складу комбінованих препаратів Тризівір (разом з зидовудином та ламівудином) та Ківекса (або аналогічний Епзіком) (разом із ламівудином).

## Синоніми
Abamune, Filabac, Kivexa, Ziagen, Zigenavir